# Wanda Pictures
Wanda Pictures (万达影视传媒有限公司), aussi appelé Wanda Media, est une société de production et de distribution de cinéma chinoise, filiale de Wanda Group.
En 2014, elle est la plus grande société de production privée et la deuxième plus grande société de production chinoise de Chine par part de marché (3,17%), ainsi que le cinquième distributeur de films avec 5,2% de part de marché.

## Productions (liste non exhaustive)
- 2013 : L'Homme du Tai Chi
- 2014 : The Great Hypnotist (en)
- 2015 : Running Man (en)
- 2015 : Crazy New Year's Eve (en)
- 2015 : Goodbye Mr. Loser (en)
- 2016 : The Rise of a Tomboy (en)
- 2016 : Some Like It Hot (en)
- 2018 : Detective Chinatown 2
- 2019 : Chasing the Dragon 2